# Jachsu
Der Jachsu (russisch Яхсу; im Oberlauf Mutschnakion) ist ein linker Nebenfluss des Kysylsu in Tadschikistan im Einzugsgebiet des Pandsch.
Der Jachsu entspringt im Chasratischochgebirge. Er fließt zuerst in westlicher, später ihn südwestlicher Richtung durch das Pamirgebirge. Im Unterlauf durchfließt er die Stadt Kulob. Der Jachsu hat eine Länge von 160 km und entwässert ein Areal von 2710 km². Der Jachsu wird hauptsächlich von der Schneeschmelze gespeist. Zwischen März und Mai führt er Hochwasser, wobei er im Mai die höchsten Abflusswerte aufweist. Der mittlere Abfluss 16 km oberhalb der Mündung beträgt 29,2 m³/s. Zwischen Dezember und Februar ist der Fluss eisbedeckt. Das Wasser des Jachsu wird zur Bewässerung genutzt.